# Muscle aréolaire

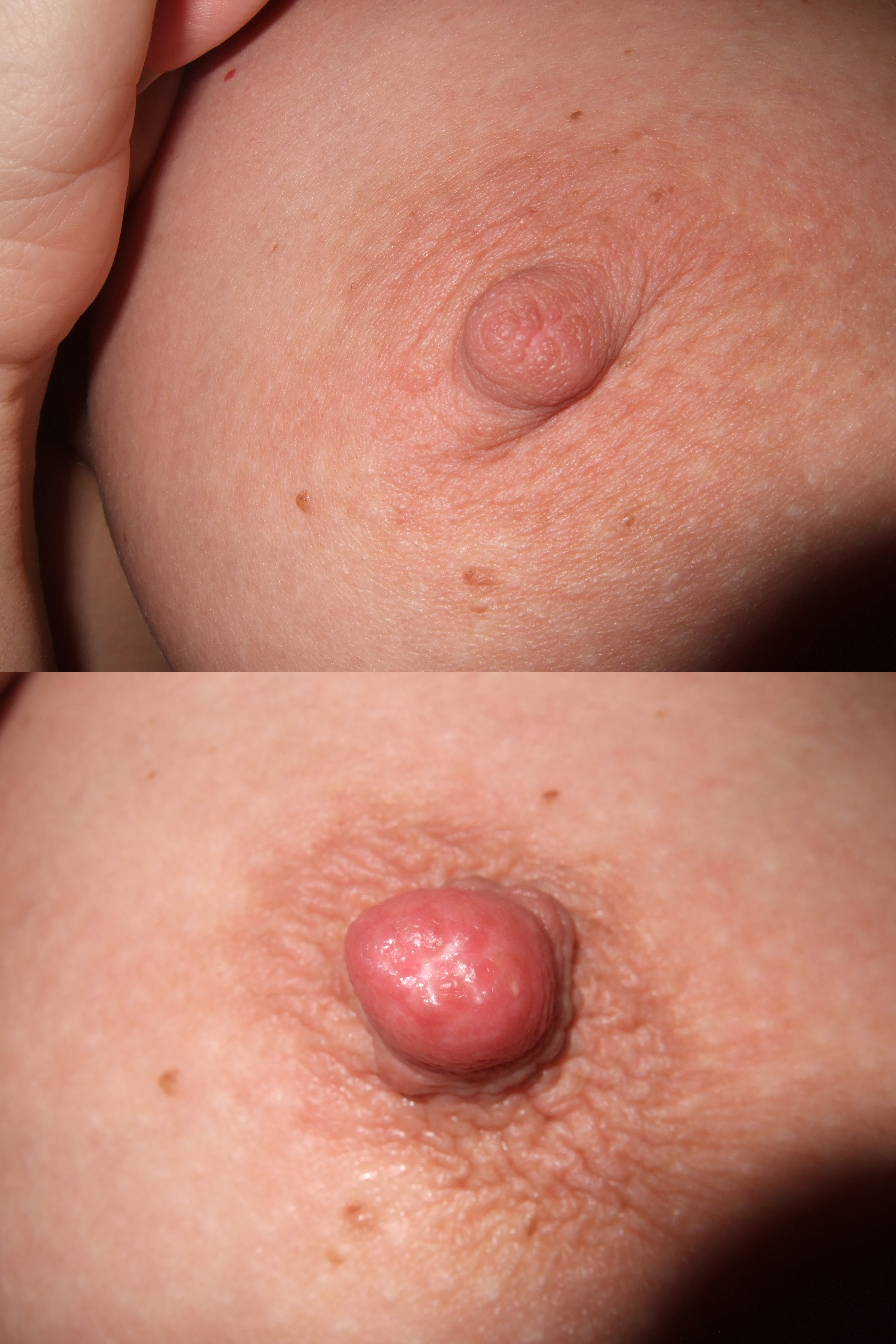
Le muscle aréolaire permet l'érection du mamelon.

Le muscle aréolaire, aussi appelé muscle aréolo-mamelonnaire, est le muscle de l’érection du mamelon. Il s’agit d’un muscle lisse composé de fibres circulaires situées sous la peau de l’aréole et occupant toute l’extension de celle-ci, ainsi que de fibres radiées s’introduisant à partir de la base du mamelon « comme un doigt dans un doigtier » dans la peau du mamelon en prenant une forme conique.

## Histoire
Anciennement, deux muscles indépendants étaient décrits, l’un pour le mamelon et l’autre pour l’aréole. C’est Arturo Marcacci qui a isolé le muscle aréolaire et en a compris l’individualité physiologique ; c’est pourquoi il l’a appelé le « muscle aréolo-mamelonnaire ». Ce muscle est d'ailleurs parfois appelé « muscle de Marcacci ».